# Stegastes beebei
Stegastes beebei, thường được gọi là cá thia đuôi trắng phương nam, là một loài cá biển thuộc chi Stegastes trong họ Cá thia. Loài này được mô tả lần đầu tiên vào năm 1924.

## Phân bố và môi trường sống
S. beebei là loài đặc hữu của khu vực đông Thái Bình Dương, và được tìm thấy tại quần đảo Galapagos, đảo Malpelo và đảo Cocos. Một số cá thể lang thang đã được ghi nhận tại bờ biển Costa Rica và quần đảo Pearl thuộc Panama. S. beebei thường sống xung quanh các rạn san hô hoặc những bãi đá ngầm ở độ sâu khoảng 1 – 20 m.
Ở vùng biển nhiệt đới phía đông Thái Bình Dương, sau những tác động của El Niño đã dẫn đến tình trạng nước quá ấm và nghèo dinh dưỡng trong thời gian dài, đã gây nên sự suy giảm số lượng nghiêm trọng đối với các loài sống ở vùng nước nông, trong đó có S. baldwini. Vì thế, chúng được liệt vào danh sách Loài sắp nguy cấp.

## Mô tả
S. beebei trưởng thành dài khoảng 15 cm. Thân của S. beebei có màu xám nâu sẫm, lớp vảy lớn có viền đen. Nắp mang có đốm màu xanh thẫm. Vây ngực có một viền vàng ở bên ngoài. Mống mắt màu xanh da trời. Cuống đuôi có màu trắng. Cá con có lưng màu cam và một đốm lớn viền xanh trên vây lưng; các vây có viền xanh sáng; đầu có nhiều đốm màu xanh trời.
Số ngạnh ở vây lưng: 14 - 15; Số vây tia mềm ở vây lưng: 15; Số ngạnh ở vây hậu môn: 2; Số vây tia mềm ở vây hậu môn: 14 - 15.
Thức ăn của S. beebei là rong tảo và các động vật không xương sống (giun, hải quỳ, giáp xác). S. beebei sinh sản theo cặp, trứng bám dính vào đáy biển và được bảo vệ bởi cá đực. S. beebei có tính lãnh thổ và hung dữ, thường đuổi theo những con cá xâm nhập vào lãnh địa của chúng.